# Personal Vertigo
Personal Vertigo – debiutancki album polskiej grupy Something Like Elvis, wydany przez Antenę Krzyku w 1997 roku. W 2010 została wydana reedycja albumu, nakładem Electric Eye.

## Spis utworów
1. „Red River” – 6:55
2. „Leticia” – 3:43
3. „Future Sport” – 5:38
4. „Scared Man” – 5:34
5. „Dad (Nomeansno)” – 3:01
6. „Holy Wars” – 7:19
7. „Love” – 2:04

## Twórcy
- Jakub Kapsa – śpiew, bas
- Sławomir Szudrowicz – gitara
- Maciej Szymborski – akordeon
- Artur Maćkowiak – gitara
- Bartosz Kapsa – perkusja